# República Russa
A República Russa (russo:  Россiйская республика, tr. Rossiyskaya respublika) ou República Federal Democrática Russa (em russo:  Россійская Демократическая Федеративная Республика) foi um Estado de curta duração que controlou, de jure, o antigo território do Império Russo após a proclamação pelo Governo Provisório Russo, em 14 de setembro de 1917, em um decreto assinado por Alexandre Kerenski como Ministro-Presidente e Alexandre Zarudni como Ministro da Justiça.
A República Russa foi dissolvida depois que os bolcheviques tomaram o poder pela força em 7 de novembro de 1917, durante a Revolução de Outubro, e o estabelecimento da República Socialista Federativa Soviética da Rússia. 
Oficialmente, era administrada por um Governo Provisório, apesar de, na verdade, o real poder era dividido com o Soviete de Petrogrado.
O termo "República Russa" às vezes é usado erroneamente para o período entre a abdicação do Imperador Nicolau II em março de 1917 e a proclamação da República em setembro. No entanto, durante esse período, o status da monarquia permaneceu indefinido.